# Fundación Carulla
La Fundación Carulla (conocida anteriormente como Fundació Jaume I o Fundació Lluís Carulla) es una fundación creada en 1973 a iniciativa del empresario Lluís Carulla Canals y de su esposa, Maria Font de Carulla. La entidad tiene como objetivo el de promover la lengua y la cultura catalana. Esta tarea se pone en práctica a partir de diversas líneas de actuación, como la Editorial Barcino, el Museo de la Vida Rural o los premios anuales que llevan su nombre.

## Premios
Entre los premios que concede la Fundación Carulla figuran:
- Premio Lluís Carulla (antes, Premio de Honor Jaume I) a personas y entidades, por su acción reconocida en todos los territorios de lengua catalana.
- Premios de Actuación Cívica, para reconocer y distinguir aquellos que han actuado al servicio de la identidad catalana
- Premios Baldiri Reixac al estímulo y al reconocimiento de la escuela catalana. Se entregan desde el curso 1978-1979 en tres categorías: escuelas, maestras y profesores y alumnos.[1]
- Premio Francesc Candel, destinado a reconocer y difundir las buenas prácticas en el ámbito de la integración de ciudadanos de origen inmigrante.
- Premios de Educación en el ocio para promover proyectos, reconocer y difundir experiencias de carácter educativo dentro del ámbito de la educación y del ocio.

Por todo esto el 2003 le fue otorgada la Cruz de Sant Jordi y el galardón de los Premios Octubre. A raíz del centenario del nacimiento de su impulsor, en 2004 cambió el nombre de Fundación Jaume I a Fundación Lluís Carulla. En 2014 adoptó el nombre actual de Fundación Carulla.
La Fundación se financia principalmente por las donaciones del grupo empresarial Agrolimen.
Actualmente, su presidente es Nicolau Brossa.